# Hallbjörtorp
Hallbjörtorp är en småort i Torsby socken i Kungälvs kommun i Västra Götalands län.